# Kevin Youkilis
Kevin Edmund Youkilis (n. 15 martie 1979, Cincinnati, Ohio, SUA), cunoscut și ca Youk, este un fost jucător de baseball evreu american cu origini românești.